# Pima County
Pima County je okres ve státě Arizona v USA. K roku 2010 zde žilo 980 263 obyvatel. Správním městem okresu je Tucson. Celková rozloha okresu činí 23 799 km². Na jihu sousedí s Mexikem.

## Sousední okresy
| Růžice kompasu |             | Maricopa County a Pinal County | Graham County  | Růžice kompasu |
| Růžice kompasu | Yuma County | Sever                          | Cochise County | Růžice kompasu |
| Růžice kompasu | Yuma County | Pima County                    | Cochise County | Růžice kompasu |
| Růžice kompasu | Yuma County | Jih                            | Cochise County | Růžice kompasu |
| Růžice kompasu |             | Santa Cruz County              |                | Růžice kompasu |